# Adeodat I
Adeodat I (także Deusdedit, Adeodatus; ur. w Rzymie, zm. 8 listopada 618 tamże) – święty Kościoła katolickiego, 68. papież w okresie od 19 października 615 do 8 listopada 618.

## Życiorys
Urodził się w Rzymie jako syn subdiakona Stefana. Od czasu Jana II był pierwszym księdzem, wybranym na Stolicę Piotrową. W chwili wyboru miał za sobą 40 lat posługi kapłańskiej.
W okresie jego pontyfikatu po raz pierwszy zaczęto używać pieczęci ołowianej na bullach i dekretach papieskich; zachowała się jedna bulla z tego okresu. Ustanowił nabożeństwo wieczorne dla kleru (nieszpory) i wyświęcił 14 nowych księży (pierwszy raz od czasów Grzegorza I). Dbał o dyscyplinę wśród duchownych i ograniczył przywileje rzymskich benedyktynów. Dał wszystkim księżom prawo odprawiania dwóch mszy dziennie. Za jego czasów w Rzymie panowała epidemia świerzbu, rozpoczął się bunt żołnierzy bizantyńskich i miasto nawiedziło potężne trzęsienie ziemi. W okresie wojny z Longobardami i chaosu jaki z niej wyniknął na Półwyspie Apenińskim, pozostał lojalnym sojusznikiem cesarza bizantyńskiego Herakliusza. Poparł mimo tego władcę Rawenny, egzarchę Eleuteriusza.
Miał u wiernych tak wielki szacunek, że bardzo długo opłakiwano jego śmierć, a następnego papieża wybrano dopiero po ponad 13 miesiącach.
Wspomnienie liturgiczne obchodzone 8 listopada.